# 富山円
富山 圓（とみやま まどか、1851年（嘉永4年6月）- ?）は、日本の剣術家。流派は直心影流。称号は大日本武徳会剣道範士。1938年（昭和13年）頃に台北に居住していたが、1944年（昭和19年）以降の消息は不明。

## 経歴

### 青年期
龍野藩直心影流剣術指南役・富山斎の二男として播磨国龍野で生まれる（江戸藩邸とも）。幼少から父に剣を学び、江戸では斎藤弥九郎（2代目と思われる）、西尾源左衛門、桃井春蔵に随い、柔術を戸塚彦助（戸塚派揚心流）に学ぶ。

### 警察勤務
明治維新後、巡査に任官する。転勤が多く、1877年（明治10年）から1881年（明治14年）まで千葉県警察署、東京向島巡査屯所の剣術教師。1882年（明治15年）から1885年（明治18年）まで北海道空知集治監、函館警察署の剣術教師を務める。
1882年（明治15年）11月26日、向ヶ岡弥生社における撃剣試合で藤田五郎（元新選組撃剣師範・斎藤一）と対戦し、引き分ける。
1886年（明治19年）、警視庁に復帰。東京水上警察署、富岡門前警察署の剣術教師。1892年（明治25年）、徳島県警察部に勤務。1908年（明治41年）、台湾総督府に勤務し、1922年（大正11年）ごろ帰国する。

### 修武館、大日本武徳会
1893年（明治26年）10月、小西酒造を営む小西新右衛門業茂の招きで、小西家の道場・修武館の教頭に就任。
1904年（明治37年）、第9回武徳祭大演武会において小澤一郎（小澤寅吉の長男）に0-2で敗れる。
1911年（明治44年）、大日本帝国剣道形制定の委員（台湾代表）を務める。

## 称号
- 1896年（明治29年）、大日本武徳会精錬証
- 1905年（明治38年）、大日本武徳会剣道教士
- 1914年（大正3年）、大日本武徳会剣道範士

## 逸話
- 斎村五郎と大島治喜太は若いころ、武者修行で仙台に富山を訪ねたが、富山は稽古をつけてくれる様子がなかった。両者がなぜか、と問うたところ、富山は彼らの下駄を裏返し、「かくのごとき下駄の履きようで稽古とはおこがましい」と一喝したという[4]。また、仙台の旅館に滞在する両者をわざわざ訪ね、彼らの下駄を裏返して一瞥するや、「未熟」と一言いい残してその場を立ち去ったという説もある[4]。

- 修武館の弟子、松本敏夫は富山の剣道について、「稽古では三尺六寸か七寸、どっちにしても短い竹刀をぐっと構えて歩み足で腰から攻めて来られた。ところがぼくらが学校で習っているのは送り足だ。ときどき先生が首をかしげて『おまえたちおかしいねぇ。学校でどんな剣道習っているんだ。どうして右足からしか出て来んのだ。そんなのは剣道形にない』といわれた」と述懐している[5]。

- 1934年（昭和9年）、弟子の松本敏夫が皇太子殿下御誕生奉祝天覧武道大会府県選士の部に出場した。また、1940年（昭和15年）、子息の富山可誠が紀元二千六百年奉祝天覧武道大会指定選士の部に出場した。